# (1568) Aisleen
(1568) Aisleen ist ein Asteroid des Hauptgürtels, der am 21. August 1946 von E. L. Johnson, vom Union-Observatorium in Johannesburg aus, entdeckt wurde. 
Der Asteroid ist nach dem Vornamen der Ehefrau des Entdeckers benannt.